# Спасс (Вологодская область)
Спасс — деревня в Вологодском районе Вологодской области.
На месте деревни в 1492 году ("7000 от сотворения мира") был основан Спасо-Преображенский мужской монастырь. В 1764 году обитель была закрыта, а храм Спаса Преображения превращен в приходской, владения бывшего монастыря перешли в ведение коллегии экономии. В советский период храм был закрыт и разрушен, а населенный пункт стал деревней.
Входит в состав Марковского сельского поселения, с точки зрения административно-территориального деления — в Марковский сельсовет.
Расстояние по автодороге до районного центра Вологды — 28,5 км, до центра муниципального образования Васильевского — 6,5 км. Ближайшие населённые пункты — Захарово, Рогачёво, Ивановка.
По переписи 2002 года население — 23 человека (9 мужчин, 14 женщин). Всё население — русские.
В реестр населённых пунктов Вологодской области в 1999 году внесена под названием Спас. Изменение внесено в 2001 году.